# StEG II 1301–1313
Die StEG II 1301–1313 bildeten eine Tenderlokomotivreihe der Staats-Eisenbahn-Gesellschaft (StEG), einer privaten Eisenbahngesellschaft Österreich-Ungarns.
Die StEG beschaffte 13 Exemplare als Vd 1301–1313 von 1879 bis 1891 bei der eigenen Lokomotivfabrik.
Die Maschinen hatten Innenrahmen und Außensteuerung.
Als 1891 die in Ungarn gelegenen Strecken der StEG verstaatlicht wurden, kamen neun Stück zur ungarischen Staatsbahn MÁV, die sie zunächst als TIV 4261–4269, schließlich als Reihe 450 einreihte.
Mit der Verstaatlichung des österreichischen Teiles, kamen die restlichen vier als Reihe 378 zu den k.k. Staatseisenbahnen Österreichs (kkStB).
Nach dem Ersten Weltkrieg kamen die österreichischen Lokomotiven zur ČSD, die sie als Reihe 403.3 einordnete und in den 1930er Jahren ausmusterte.
Die 403.303 kam als Werklokomotive zu einer böhmischen Zuckerfabrik und tat dort bis 1965 Dienst. Heute steht sie im Eisenbahnmuseum Jaroměř.